# Конус Абрамса
Конус Абрамса, он же Конус КА — прибор для определения пластичности (удобоукладываемости) бетонной смеси. Впервые предложен Даффом Абрамсом в 1918 году, собственно поэтому он и назван конусом Абрамса. Конус изготавливают из  листовой стали толщиной не менее 1,5 мм. Внутренняя поверхность конуса должна иметь шероховатость не более 40 мкм.

## Параметры конуса
| Наименование конуса                                                                        | Внутренний размер конуса, мм | Внутренний размер конуса, мм | Внутренний размер конуса, мм |
| Наименование конуса                                                                        | d                            | D                            | H                            |
| Нормальный                                                                                 | 100±2                        | 200±2                        | 300±2                        |
| Увеличенный                                                                                | 150±2                        | 300±2                        | 450±2                        |
| Конус для определения жесткости по методу Скрамтаева                                       | 100±2                        | 194±2                        | 300±2                        |
| Примечание - конус для определения жесткости по методу Скрамтаева изготавливают без упоров |                              |                              |                              |

## Сущность метода
Данный метод, известный также как испытание бетона на осадку нормирован в отечественной практике требованиями норм и соответствует европейскому стандарту EN 12350-2:2009 Testing fresh concrete — Part 2: Slump test (Испытание свежеприготовленной бетонной смеси. Часть 2. Определение осадки конуса) в части общих требований к методу определения осадки конуса.
Для определения подвижности с заполнителем, фракция которого не превышает 40 мм включительно используют нормальный КА, с заполнителем большей крупности - увеличенный КА. Перед испытанием все поверхности КА соприкасающиеся с бетонной смесью необходимо очистить и смочить водой. Конус ставят на гладкий металлический лист, размерами не менее 700 х 700 мм. Затем конус заполоняют бетонной смесью марок П1, П2 и П3 через воронку в три слоя одинаковой толщины. Каждый слой уплотняют штыкованием гладким металлическим стержнем 25 раз. При проведении испытаний при помощи увеличенного КА каждый слой необходимо уплотнять 56 раз. Для испытаний бетонных смесей марок П4 и П5 конус следует заполнять в один прием и уплотнять штыкованием в нормальном КА 10 раз, в увеличенном КА — 20 раз. Во время штыкования конус должен быть плотно прижат к металлическому листу.
После уплотнения бетонной смеси снимают загрузочную воронку, излишки смеси срезают кельмой вровень с верхней кромкой конуса и разглаживают поверхность смеси. Время от начала заполнения конуса до его снятия не должно превышать трех минут. Конус плавно снимают и ставят рядом. Время, затраченное на подъем конуса не должно превышать 5-7 секунд.  
Усадку конуса определяют, укладывая гладкий стержень на верх конуса и измеряя расстояние от нижней поверхности стержня до поверхности бетонной смеси. Осадку конуса бетонной смеси, определенную в увеличенном конусе приводят к осадке, определенной в нормальном конусе, умножением осадки увеличенного конуса на коэффициент 0,67. 
Марка по удобоукладываемости определяется по таблице:
| Марка по удобоукладываемости | Осадка конуса, см |
| ---------------------------- | ----------------- |
| П1                           | 1-4               |
| П2                           | 5-9               |
| П3                           | 10-15             |
| П4                           | 16-20             |
| П5                           | 21 и более        |